# Saitis imitatus
Saitis imitatus là một loài nhện trong họ Salticidae.
Loài này thuộc chi Saitis. Saitis imitatus được Eugène Simon miêu tả năm 1868.